# Santiago Peña
Santiago Peña Palacios (phát âm tiếng Tây Ban Nha: [sanˈtjaɣo ˈpeɲa paˈlasjos]; sinh ngày 16 tháng 11 năm 1978) là một chính trị gia và nhà kinh tế người Paraguay, hiện đang là Tổng thống đắc cử của Paraguay sau cuộc bầu cử tổng thống năm 2023. Ông từng là thành viên của Hội đồng quản trị của Ngân hàng Trung ương Paraguay, và từng là Bộ trưởng Tài chính của Paraguay. Ông trước đó đã đứng ra tranh cử trong cuộc bầu cử sơ bộ tổng thống của Đảng Colorado vào năm 2018, trong đó ông thua Mario Abdo Benítez, người sau đó đã được bầu làm tổng thống trong bầu cử tổng thống năm 2018. Peña từng là thành viên của Đảng Tự do cấp tiến đích thực từ năm 1996 đến năm 2016, khi ông chuyển sang tham gia Đảng Colorado.
Ngoài sự nghiệp chính trị, Peña còn là thành viên của hội đồng lãnh đạo của Ngân hàng Trung ương Paraguay và Banco Amambay. Ông cũng từng giảng dạy kinh tế tại Đại học Công giáo Asunción, và đã xuất bản các bài nghiên cứu về chính sách tiền tệ và tài chính.

## Tổng thống
Peña đã được bầu làm Tổng thống Paraguay thứ 70, sau khi giành chiến thắng với 43,9% phiếu trong cuộc bầu cử tổng thống 2023 vào tháng 4. Ông đã được chúc mừng bởi Tổng thống Mario Abdo Benítez, cũng như các Tổng thống Luiz Inácio Lula da Silva của Brazil và Alberto Fernández của Argentina. Peña kêu gọi đoàn kết để giải quyết các thách thức kinh tế mà đất nước đang đối mặt. Peña sẽ nhậm chức vào ngày 15 tháng 8 năm 2023.